# Clarksville (Indiana)
Pour les articles homonymes, voir Clarksville.
La ville de Clarksville appartient au comté de Clark, dans l'Indiana, aux États-Unis, le long de la rivière Ohio. La ville comptait 21 724 habitants lors du recensement des États-Unis de l'an 2010.

## Géographie
Selon le Bureau de recensement des États-Unis (United States Census Bureau), la ville s'étend sur 26,4 km2 (10,2mi²) répartis comme suit : 26,1 km2 (10,1 mi²) de terre et 0,2 km2 (0,79 mi²) d'eau.

## Démographie
| Groupe                           | Clarksville | Indiana | États-Unis |
| -------------------------------- | ----------- | ------- | ---------- |
| Blancs                           | 85,1        | 84,3    | 72,4       |
| Autres                           | 5,8         | 2,7     | 6,4        |
| Afro-Américains                  | 5,6         | 9,1     | 12,6       |
| Métis                            | 2,5         | 2,0     | 2,9        |
| Asiatiques                       | 0,7         | 1,6     | 4,8        |
| Amérindiens                      | 0,4         | 0,3     | 0,9        |
| Total                            | 100         | 100     | 100        |
|                                  |             |         |            |
| Hispaniques et Latino-Américains | 9,5         | 6,0     | 16,7       |

Lors du recensement de l'an 2000, la ville comptait 21 400 personnes, 8 984 foyers et 5 561 familles. La densité de population était de 818,9 habitants par km² (2 120,6/mi²). Il y avait 9 537 locaux pour une densité de 364,9 par km² (945/mi²).
Selon l'American Community Survey, pour la période 2011-2015, 92,66 % de la population âgée de plus de 5 ans déclare parler anglais à la maison, alors que 6,11 % déclare parler l'espagnol et 1,23 % une autre langue.
Il y avait 8 984 foyers, dont 28,4 % comprenaient des enfants de moins de 18 ans, 44,4 % de couples mariés, 13,3 % de femmes sans mari, 38,1 % n'étaient pas des familles. 31,6 % des foyers étaient des individus seuls et 13,2 % étaient des personnes seules de 65 ans ou plus. La taille moyenne des foyers était de 2,32 personnes et la taille moyenne des familles de 2,92 personnes.
La répartition selon les âges était la suivante : 23,1 % de moins de 18 ans, 9,9 % entre 18 et 24 ans, 29,8 % entre 25 et 44 ans, 22,0 % entre 45 et 64 ans, 15,2 % de 65 ans ou plus. L'âge médian était de 36 ans. Les femmes représentaient 52,33 % de la population, et les hommes 47,67 %. Parmi les moins de 18 ans, il y avait 53,25 % de filles contre 46,75 % de garçons.
Le revenu annuel moyen d'un foyer de la ville était de 35 473$, et le revenu annuel moyen d'une famille de la ville était de 44 688 $. Les hommes avaient un revenu annuel moyen de 30 860$ contre 23 329 $ pour les femmes. Le revenu par habitant de la ville était de 20 315$. Environ 5,6 % des familles et 8,1 % de la population vivaient sous le seuil de pauvreté américain, ainsi que 10,5 % des moins de 18 ans et 6,7 % des 65 ans et plus.

## Histoire
Clarksville a la plus grande grande réserve de fossiles découverts datant de la période dévonienne, l'État a donc construit un centre éducatif et nommé la zone, le long du fleuve de l'Ohio et en frontière avec le Kentucky, les Chutes du Parc de l'État de l'Ohio. Cette collection de fossiles comprend des éléments de la vie animale et végétale provenant d'un rift de corail datant de la Préhistoire. C'est également à ces chutes que John James Audubon réalisa nombre de ses croquis d'oiseaux.
Le nom de la ville provient du général George Rogers Clark de la guerre Révolutionnaire Américaine, qui a vécu pour un temps à proximité de la rivière Ohio. Il est dit que cette ville fondée en 1783 est la première véritable ville américaine du territoire du Nord-Ouest.
Le fameux historien Stephen Ambrose écrit au sujet de Lewis et Clark dans Undaunted Courage, « Quand ils se sont serré la main, l'expédition de Lewis et Clark commença » (« When they shook hands, the Lewis and Clark Expedition began »). Cependant, plusieurs autres localités prétendent également être le point de départ de l'expédition de Lewis et Clark vers l'ouest, notamment Saint-Louis, dans le Missouri.
La ville ne s'est pas étendue au XVIIIe siècle, à cause de nombreuses inondations. C'était un endroit privilégié pour les Kentuckiens avides de duels et désireux d'échapper aux lois anti-duels. Le duel le plus connu est celui de 1809 entre Henry Clay et Humphrey Marshall. Il y a eu la volonté de scinder la ville en deux, créant ainsi une ville qui se serait appelée Ohio Falls City, jusqu'à ce que la Cour Suprême de l'Indiana déclare cette initiative comme illégale.

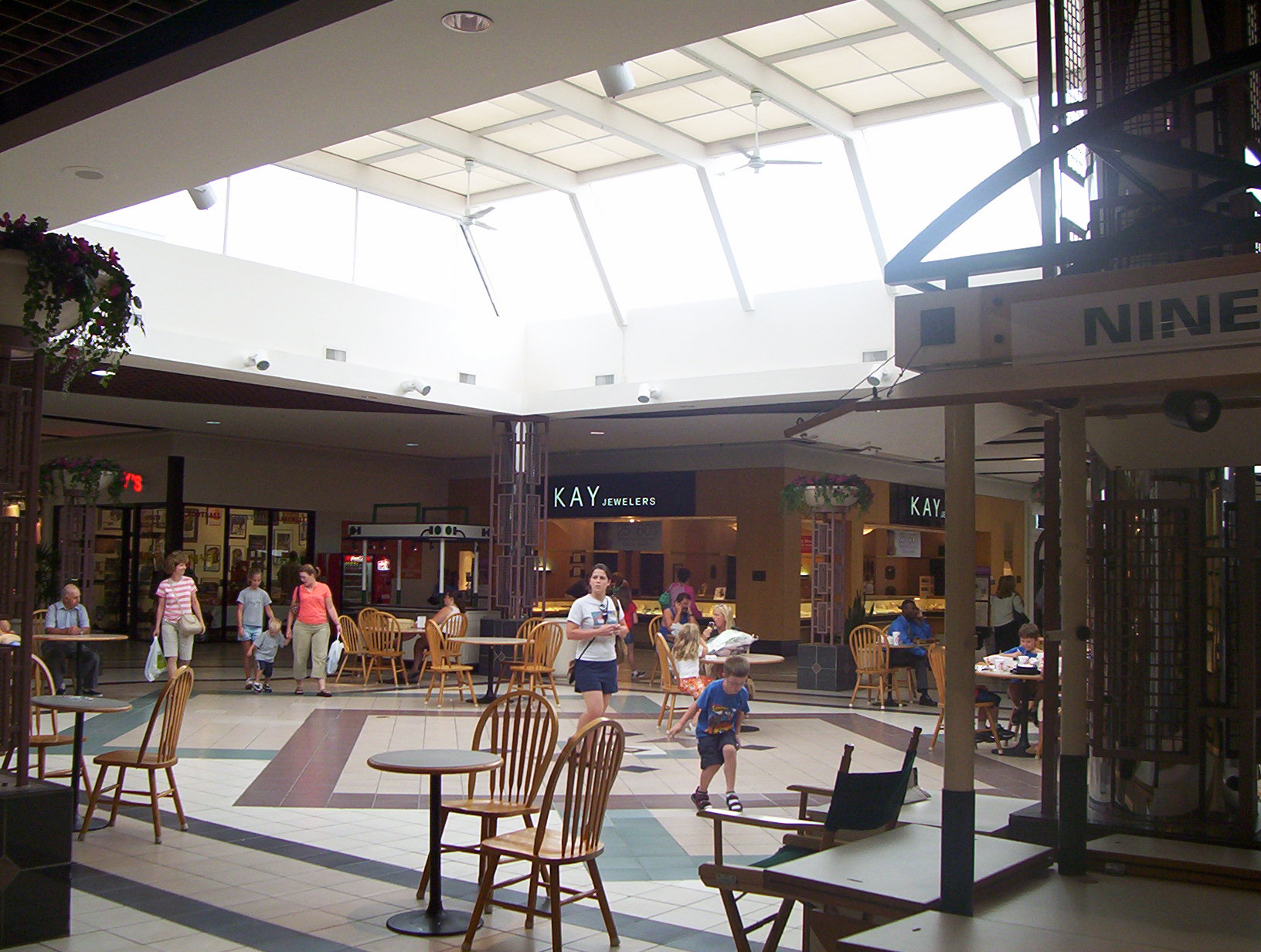
Cour centrale du Green Tree Mall

Clarksville s'est finalement agrandie grâce au boum de la construction immobilière qui a suivi la Seconde Guerre mondiale. La population passa de 2 400 en 1940 à 22 000 en 2000. Cette hausse de la population a également été favorisée par la construction du Green Tree Mall, centre commercial, et d'autres tentatives commerciales au nord de la vieille ville.
C'est à Clarksville qu'est née la chaîne de restaurants Texas Roadhouse.

## Jumelage
- La Garenne-Colombes, France, Union européenne

## Habitants célèbres
- Frank Kimmel, conducteur NASCAR
- Scotty Haulter, Tour manager